# Weyerhaeuser
Weyerhaeuser je společnost, která je jedním z největších výrobců papíru a produktů ze dřeva na světě. Je to největší soukromý vlastník jehličnatých lesů na světě a druhý největší soukromý vlastník lesů v USA, po společnosti Plum Creek Timber. Společnost zaměstnává přibližně 15 tisíc lidí ve třinácti zemích, kam patří mimo jiné i Spojené státy, Kanada, Austrálie, Nový Zéland a Francie.